# Zarieczje (rejon bieżanicki)
Zarieczje (ros. Заречье) – wieś (ros. деревня, trb. dieriewnia) w zachodniej Rosji, w osiedlu wiejskim Bieżanickoje rejonu bieżanickiego w obwodzie pskowskim.

## Geografia
Miejscowość położona jest 37,5 km od centrum administracyjnego osiedla wiejskiego i całego rejonu (Bieżanice), 138 km od stolicy obwodu (Psków).

## Demografia
W 2010 r. miejscowość nie posiadała mieszkańców.